# Unione Sportiva Massese Aquilotti 1965-1966
Questa pagina raccoglie le informazioni riguardanti l'Unione Sportiva Massese Aquilotti nelle competizioni ufficiali della stagione 1965-1966.

## Rosa
| N. |                   | Ruolo | Calciatore         |
| -- | ----------------- | ----- | ------------------ |
|    | Italia (bandiera) | C     | Sergio Barbana     |
|    | Italia (bandiera) |       | Bertini            |
|    | Italia (bandiera) | C     | Enrico Burlando    |
|    | Italia (bandiera) | C     | Bruno Ciruel       |
|    | Italia (bandiera) | P     | Alfredo Franci     |
|    | Italia (bandiera) | C     | Franco Mantovani   |
|    | Italia (bandiera) | D     | Mario Martinelli   |
|    | Italia (bandiera) | D     | Mauro Matteucci    |
|    | Italia (bandiera) | C     | Pier Luigi Meciani |

| N. |                   | Ruolo | Calciatore          |
| -- | ----------------- | ----- | ------------------- |
|    | Italia (bandiera) | C     | Claudio Montepagani |
|    | Italia (bandiera) | A     | Germano Piovesan    |
|    | Italia (bandiera) | C     | Giancarlo Pomelli   |
|    | Italia (bandiera) | A     | Ezio Postini        |
|    | Italia (bandiera) | A     | Roberto Rolla       |
|    | Italia (bandiera) | D     | Nazzareno Siccardi  |
|    | Italia (bandiera) | D     | Ermanno Tarabbia    |
|    | Italia (bandiera) | C     | Pasquino Tarantola  |